# Herbert James Draper
Herbert James Draper (Londres, 1863 – 1920) fue un pintor inglés de la época victoriana. Hijo de un joyero, estudió arte en la Real Academia de Londres y se comprometió en varios viajes educativos a Roma y a París entre 1888 y 1892. En 1890 incluso trabajó de ilustrador. En 1891 se casó con Ida (de soltera, Williams) con la que tuvo una hija, Yvonne. En 1894 comenzó su periodo más productivo, principalmente se enfocó en temas mitológicos de la antigua Grecia. Su obra El lamento por Ícaro, de 1898, ganó la medalla de oro en la Exposición Universal de París en 1900. Falleció por arteriosclerosis. En vida fue bastante reconocido y sus retratos apreciados, pero en sus últimos años su fama se desvaneció. Solo a inicios del siglo XXI resurgió el interés por su obra en el mercado del arte. 

## Galería

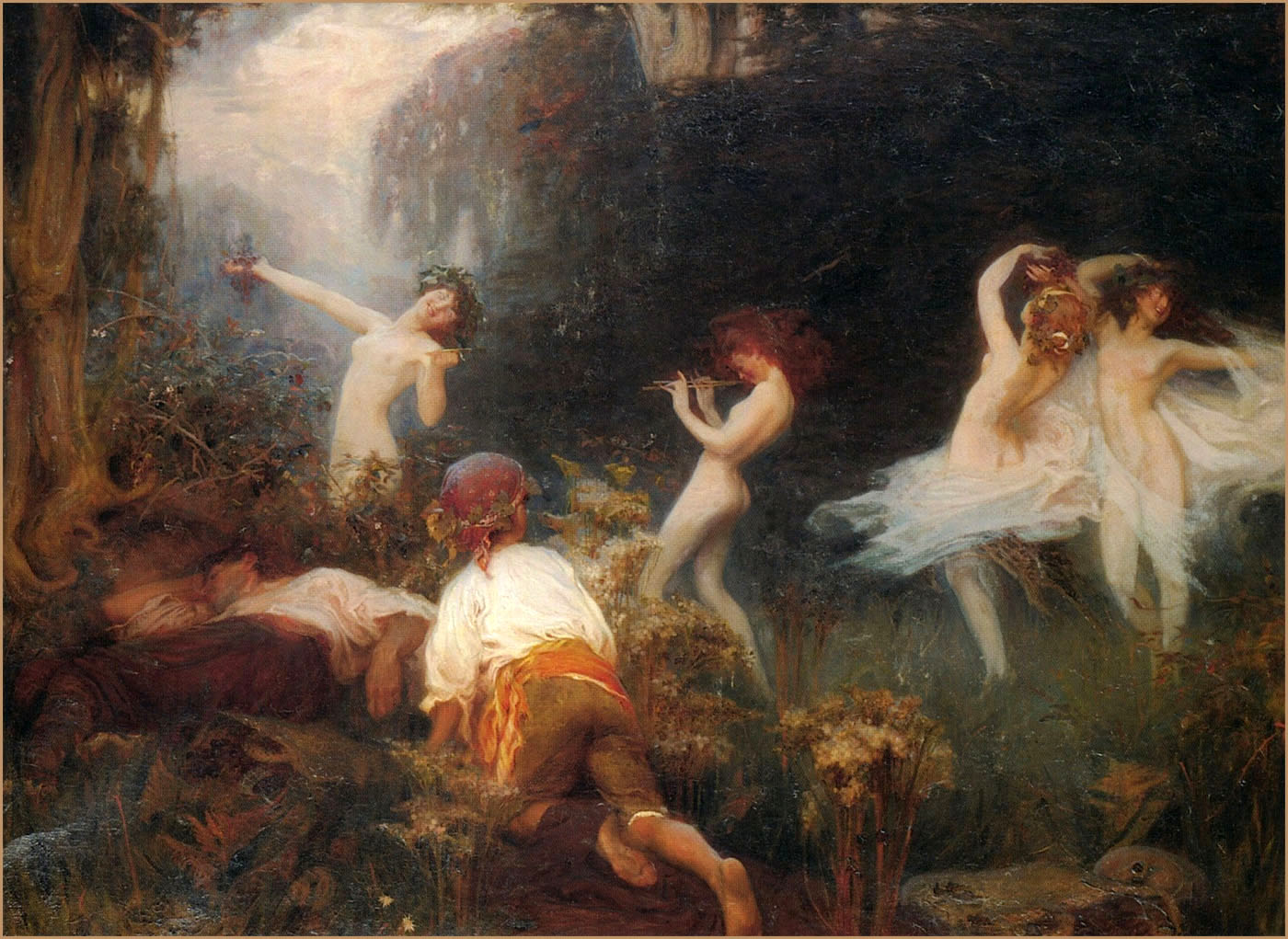
La mañana de la vendimia.
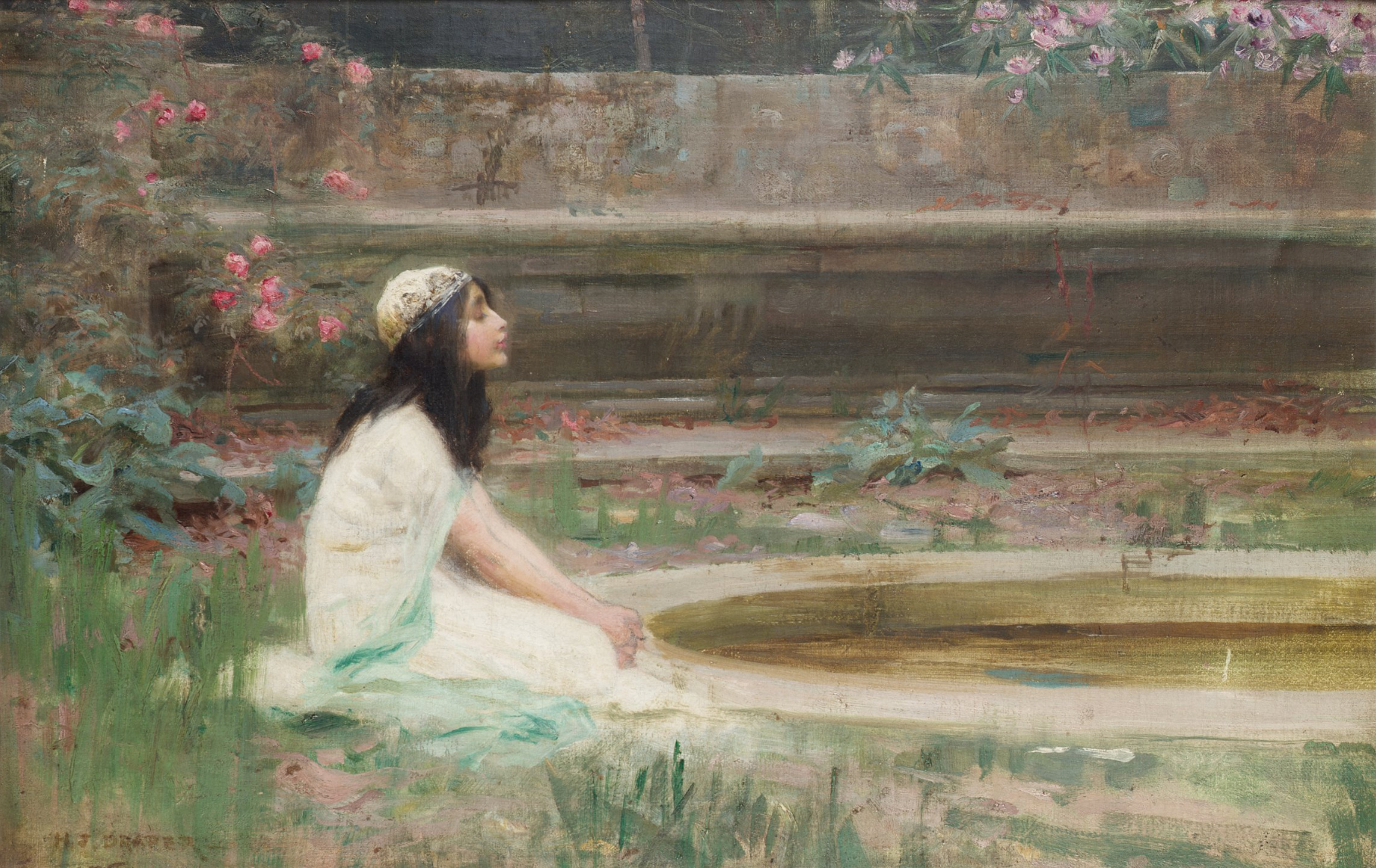
Una jovencita junto a una piscina.
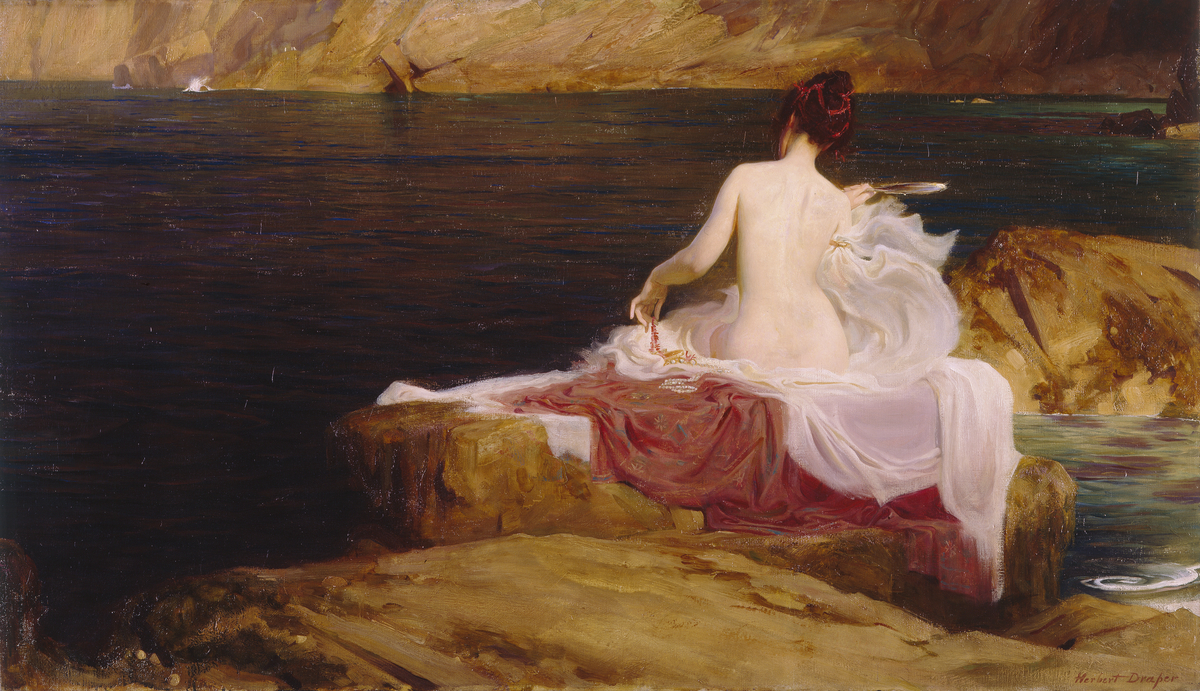
La isla de Calipso.
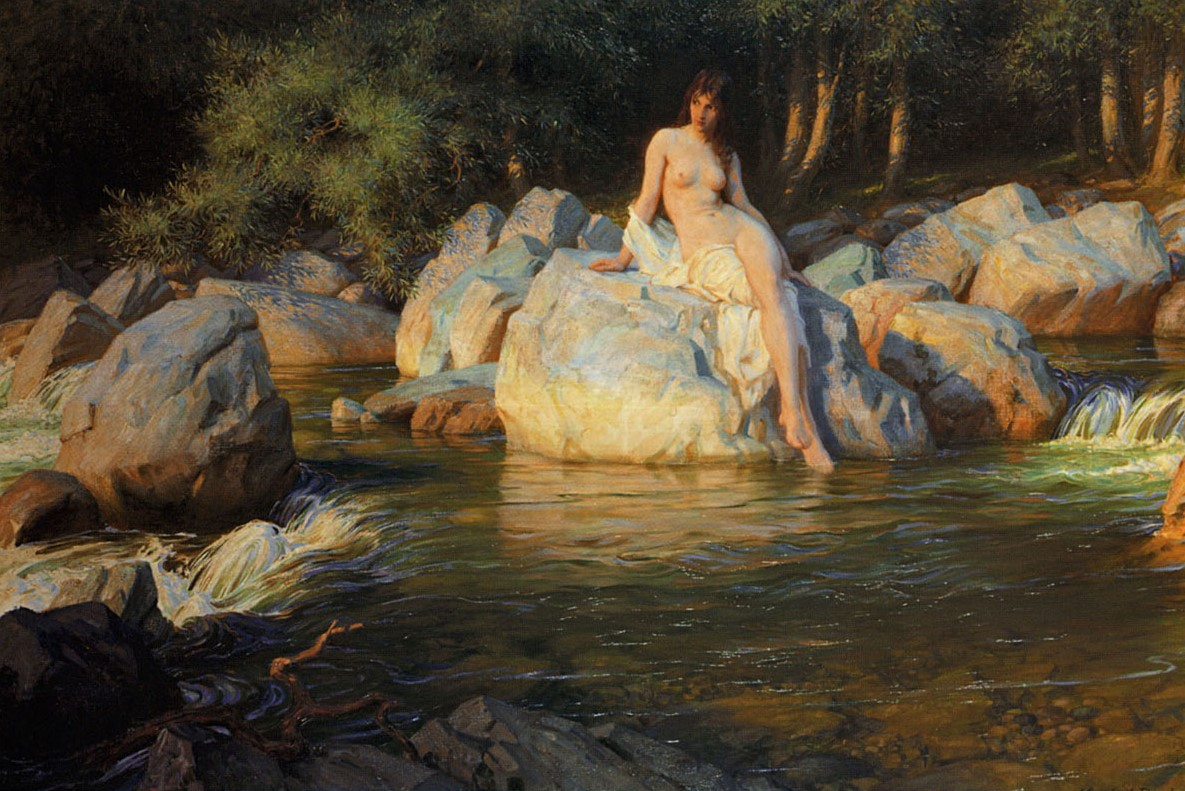
El kelpie, 1903.
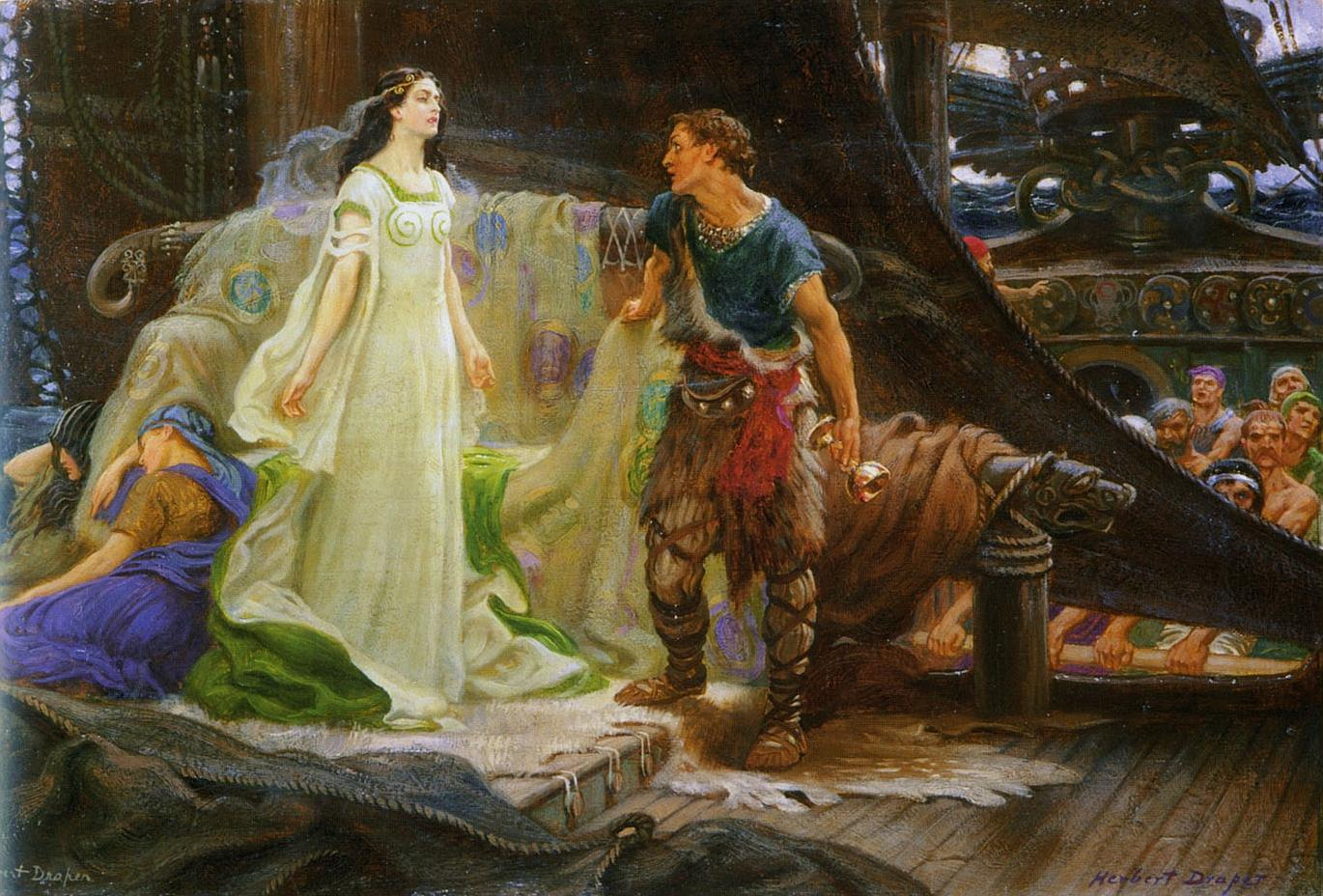
Tristán e Isolda
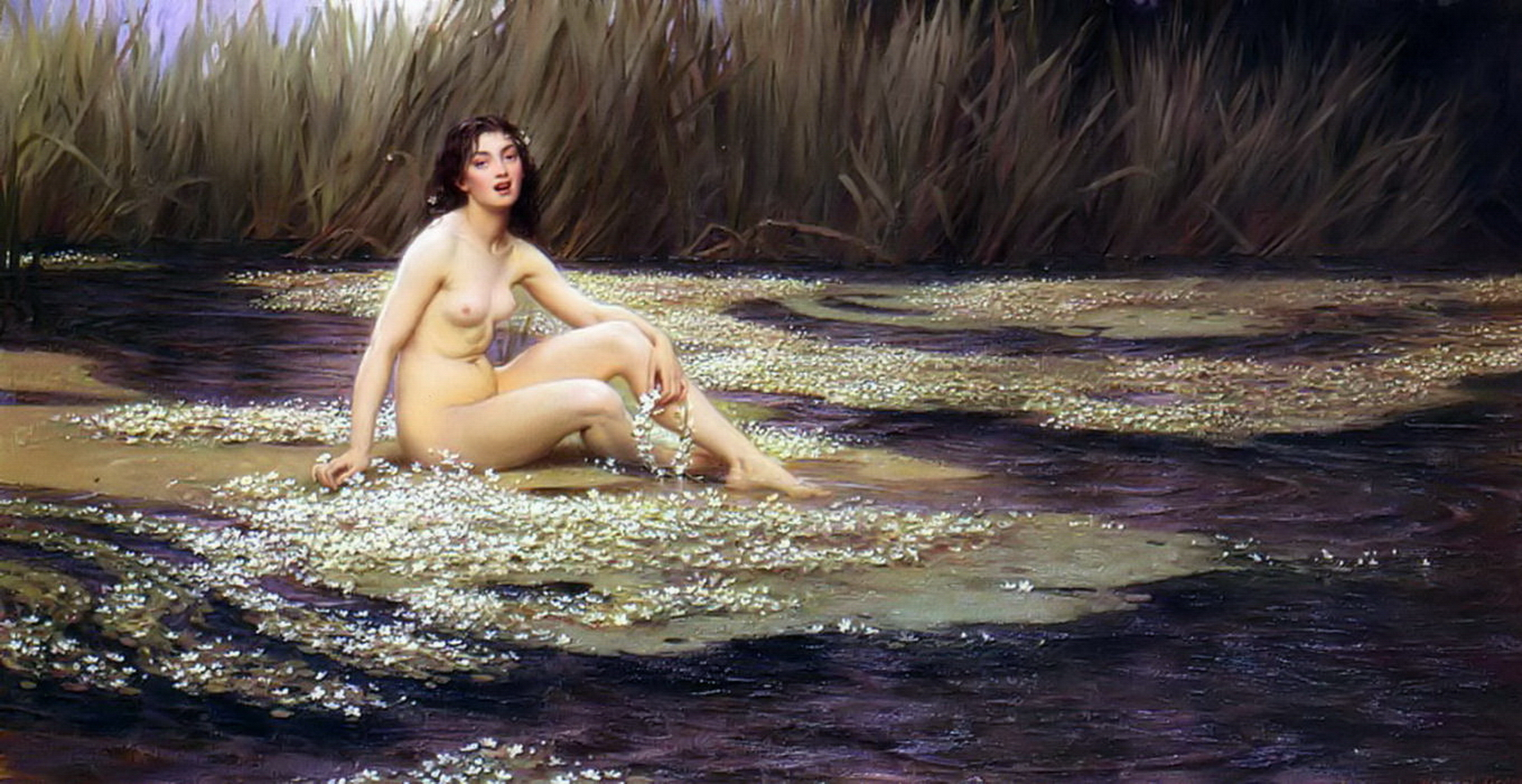
La náyade, 1908.
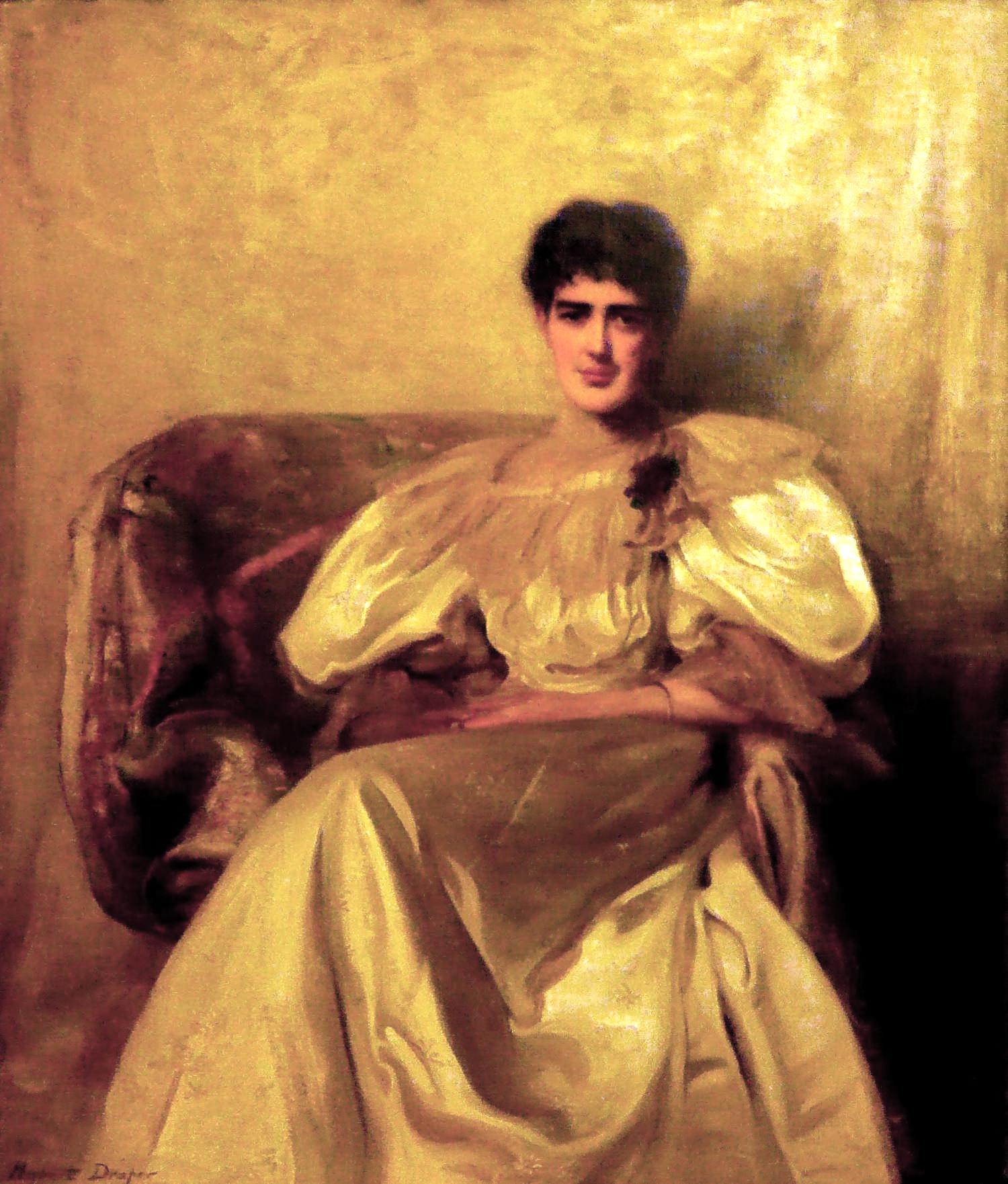
Ida Draper.
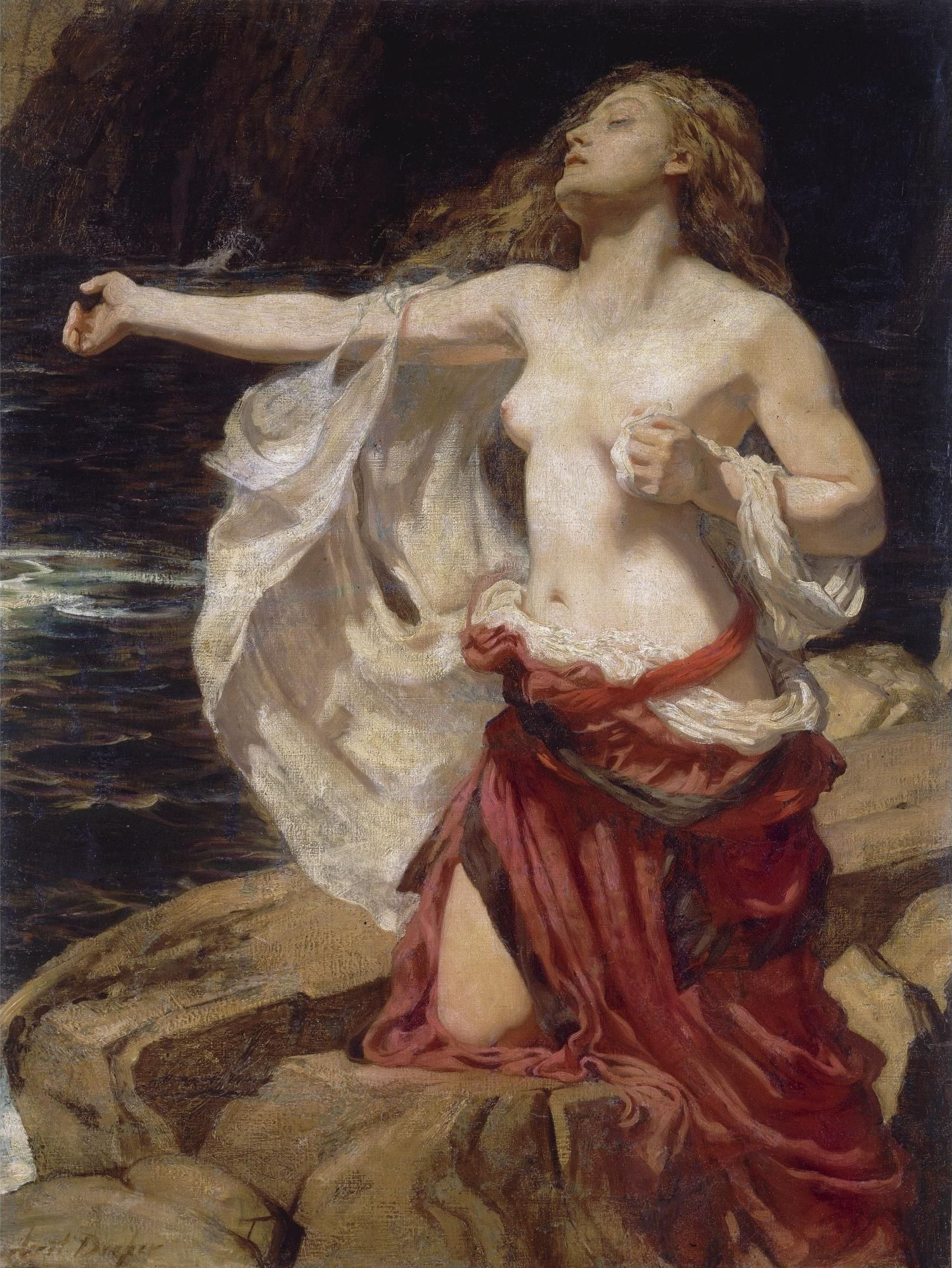
Ariadna.
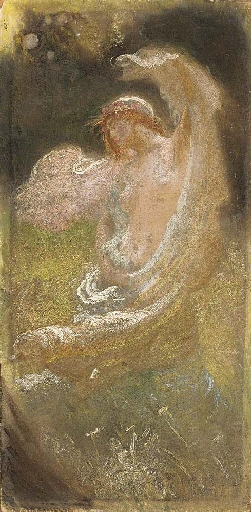
Una ninfa en un claro iluminado por el sol.
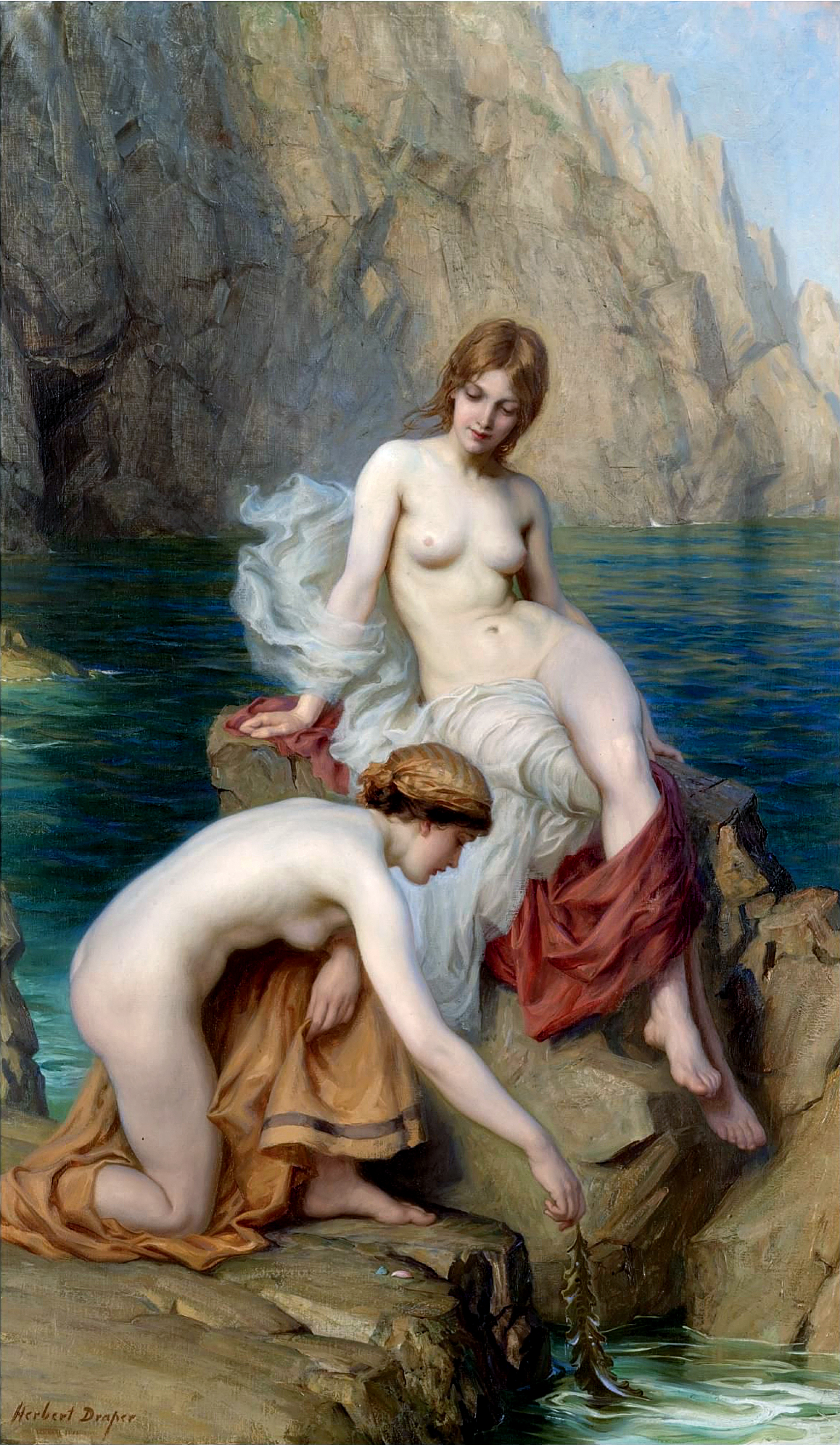
Por mares de verano.
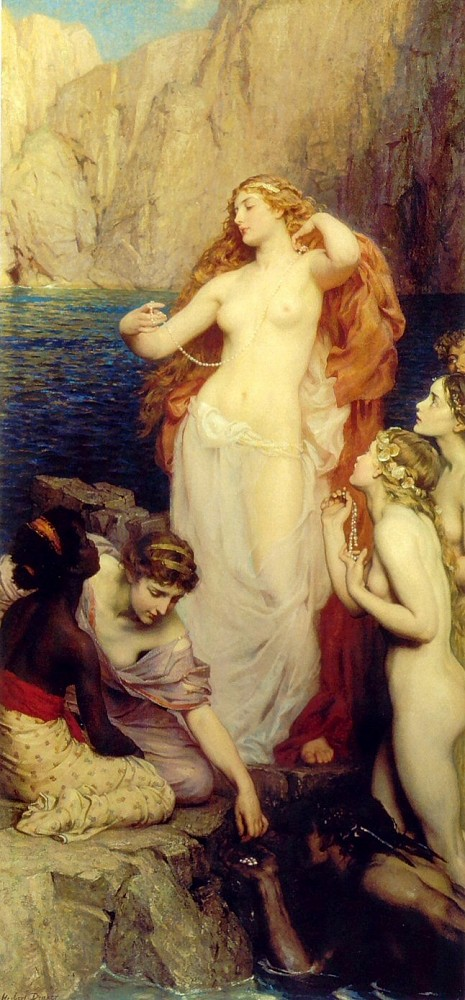
Las perlas de Afrodita.
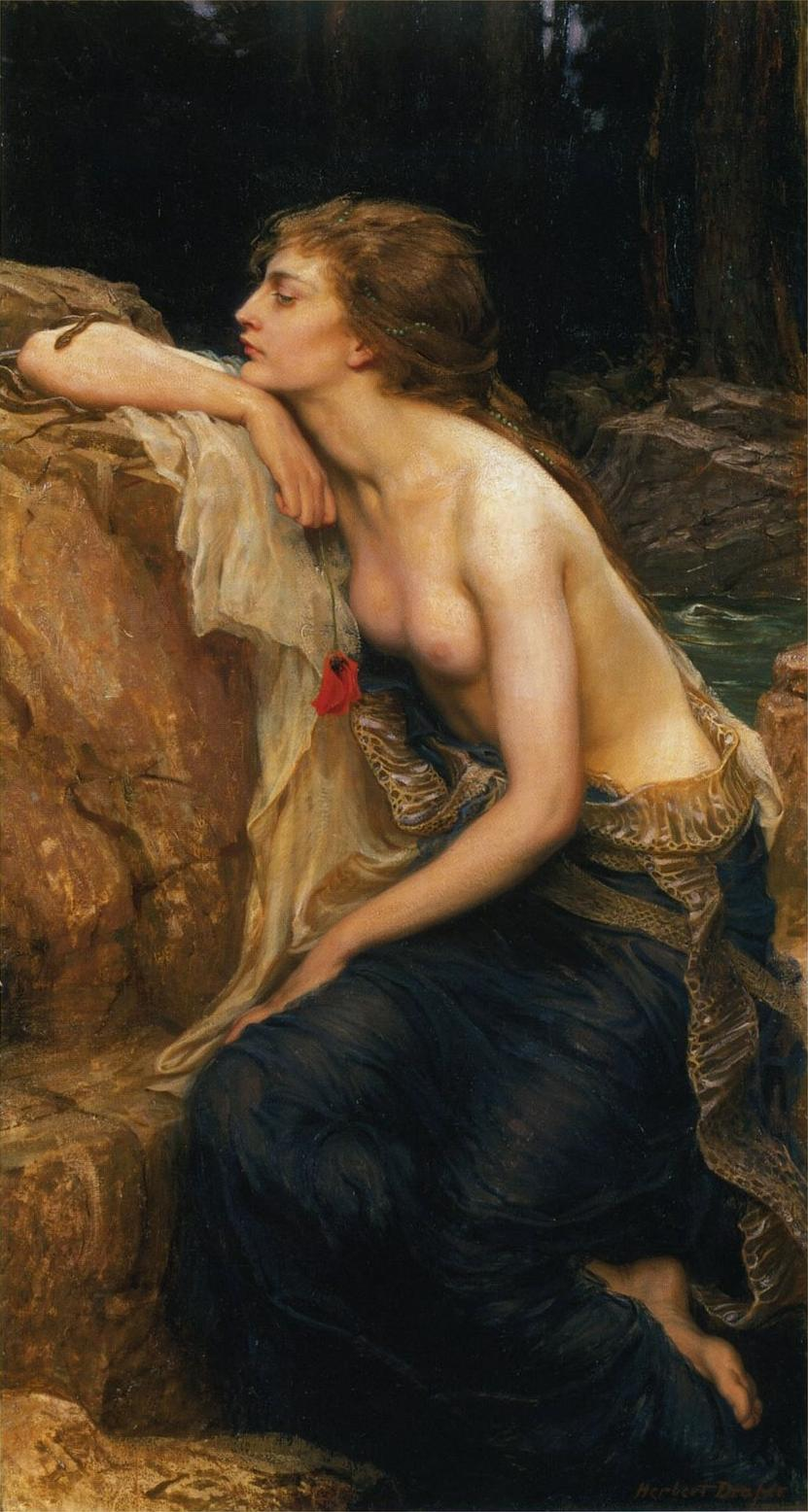
La Lamia, 1909
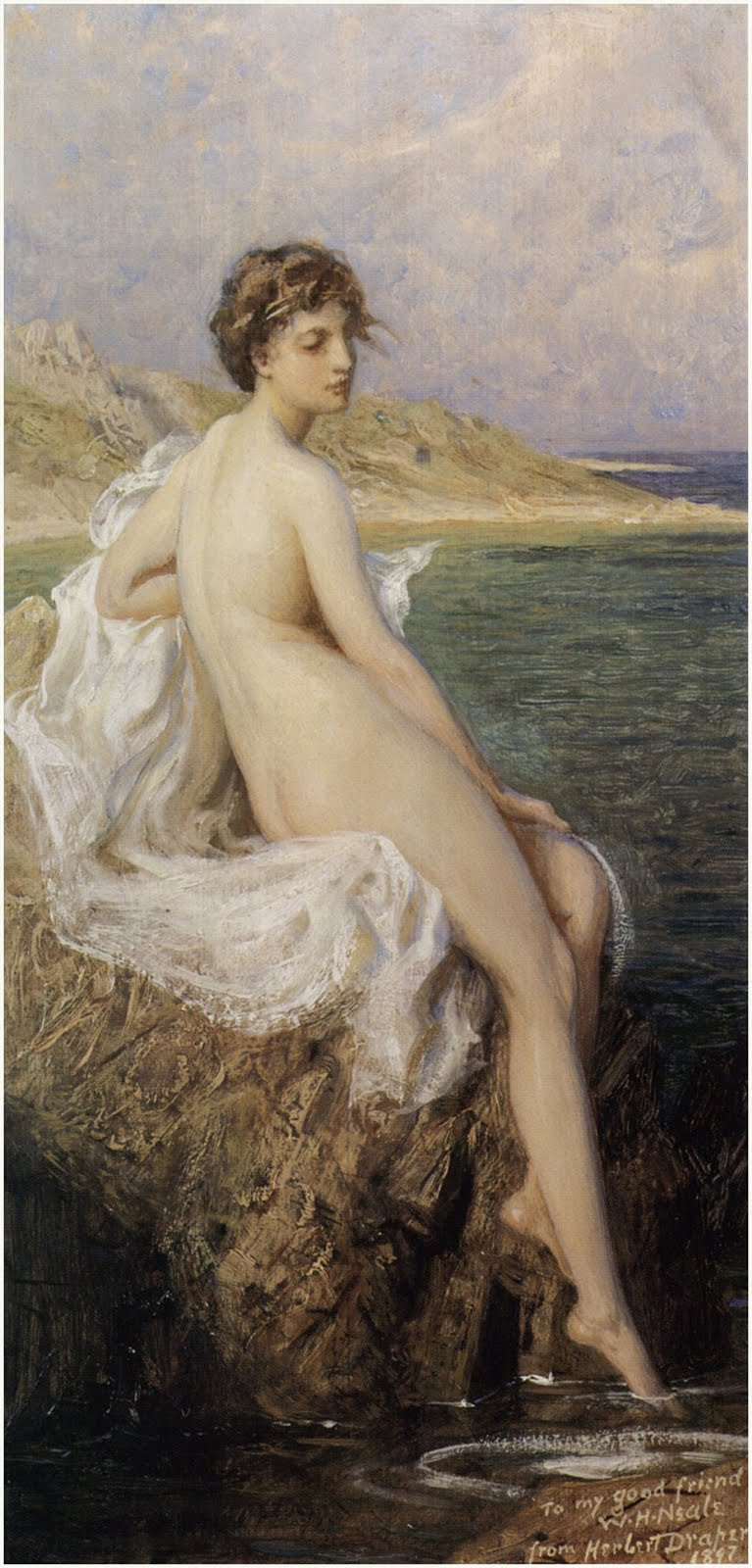
Bañista.
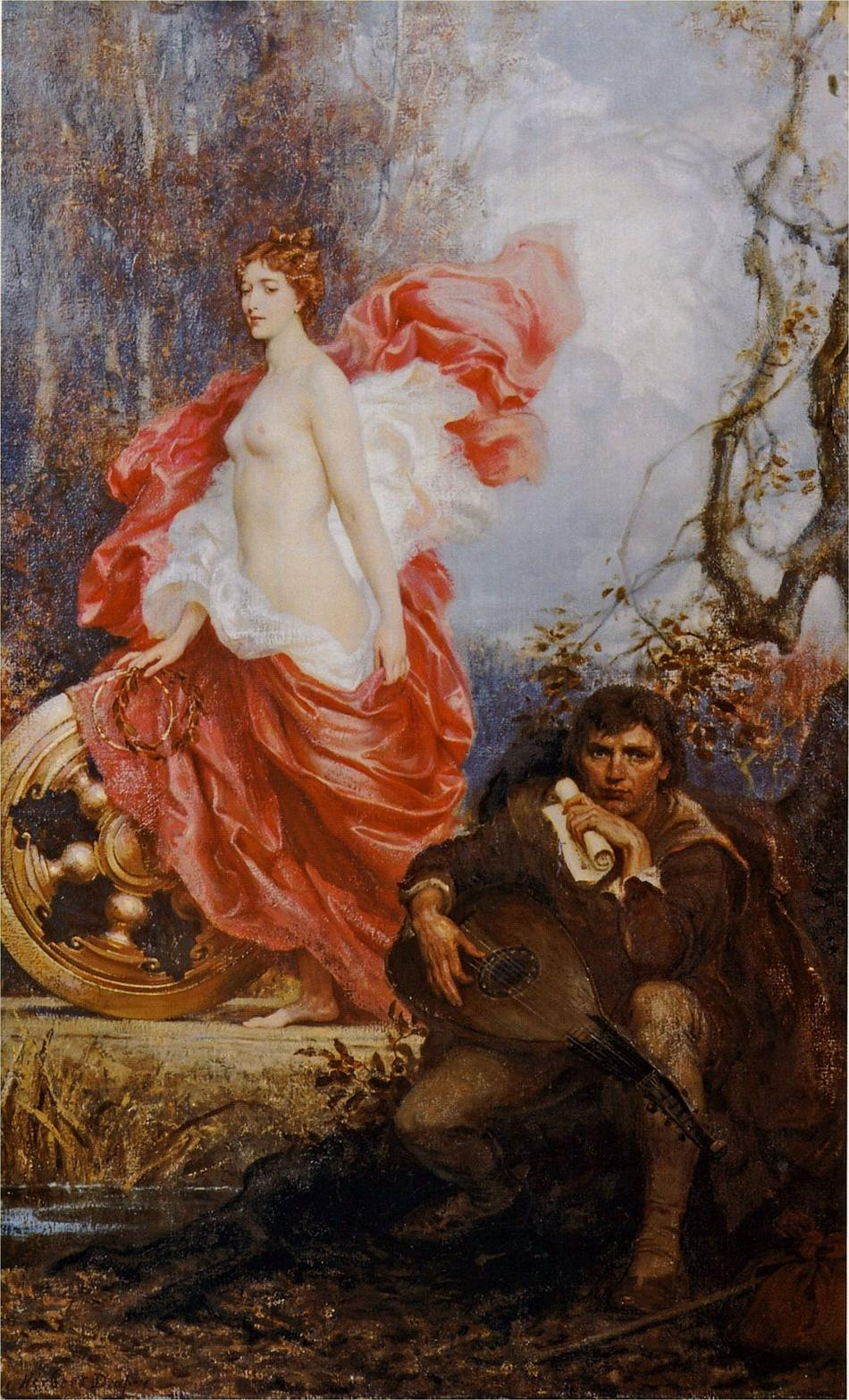
Arte y el Jade.
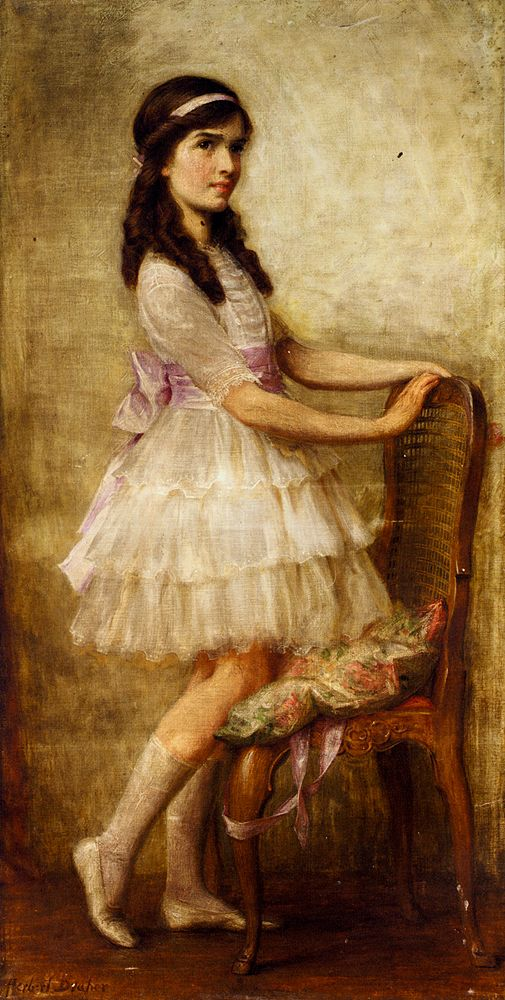
Retrato de Miss Barbara De Selincourt.
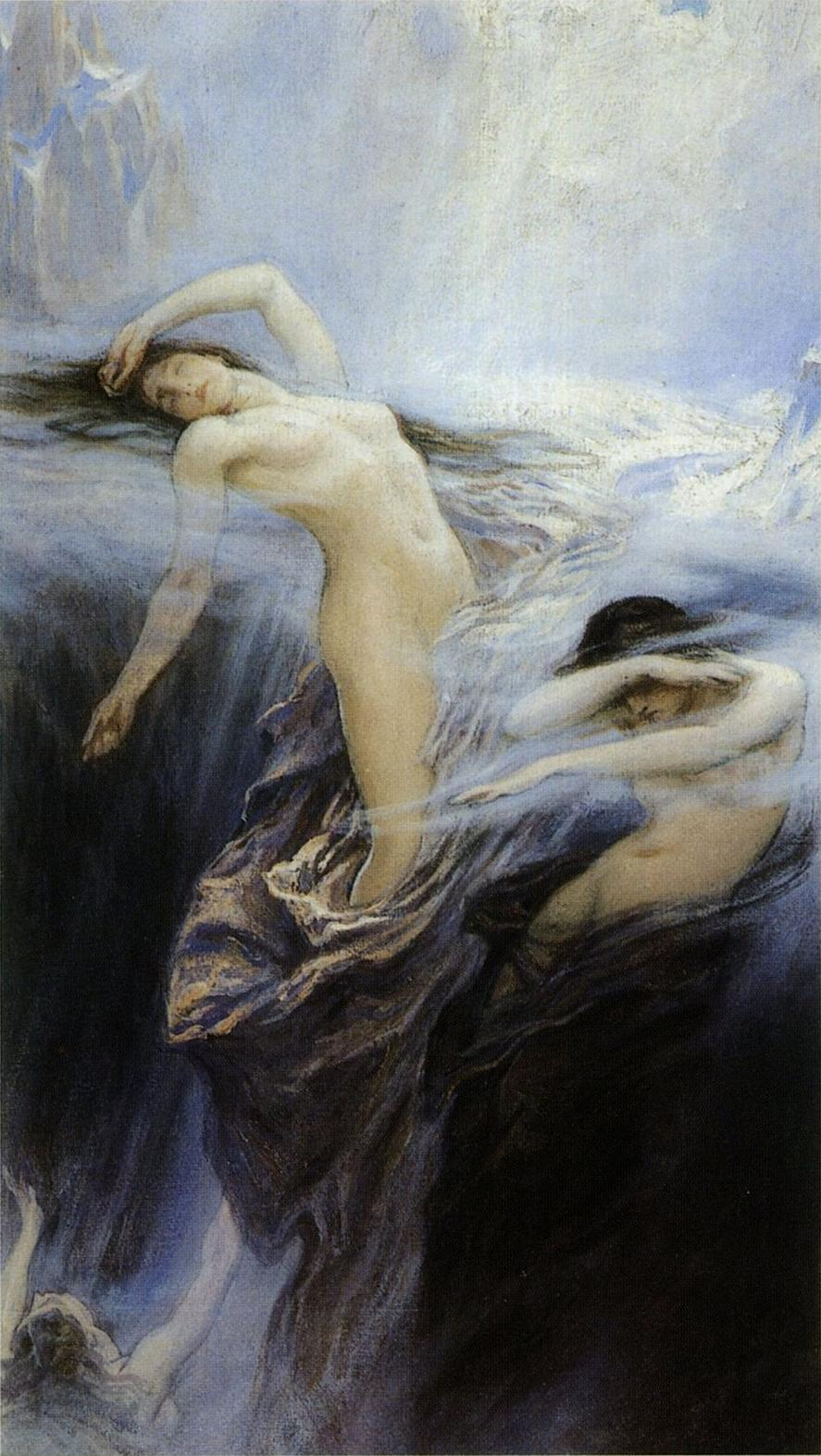
Clitias en la niebla.
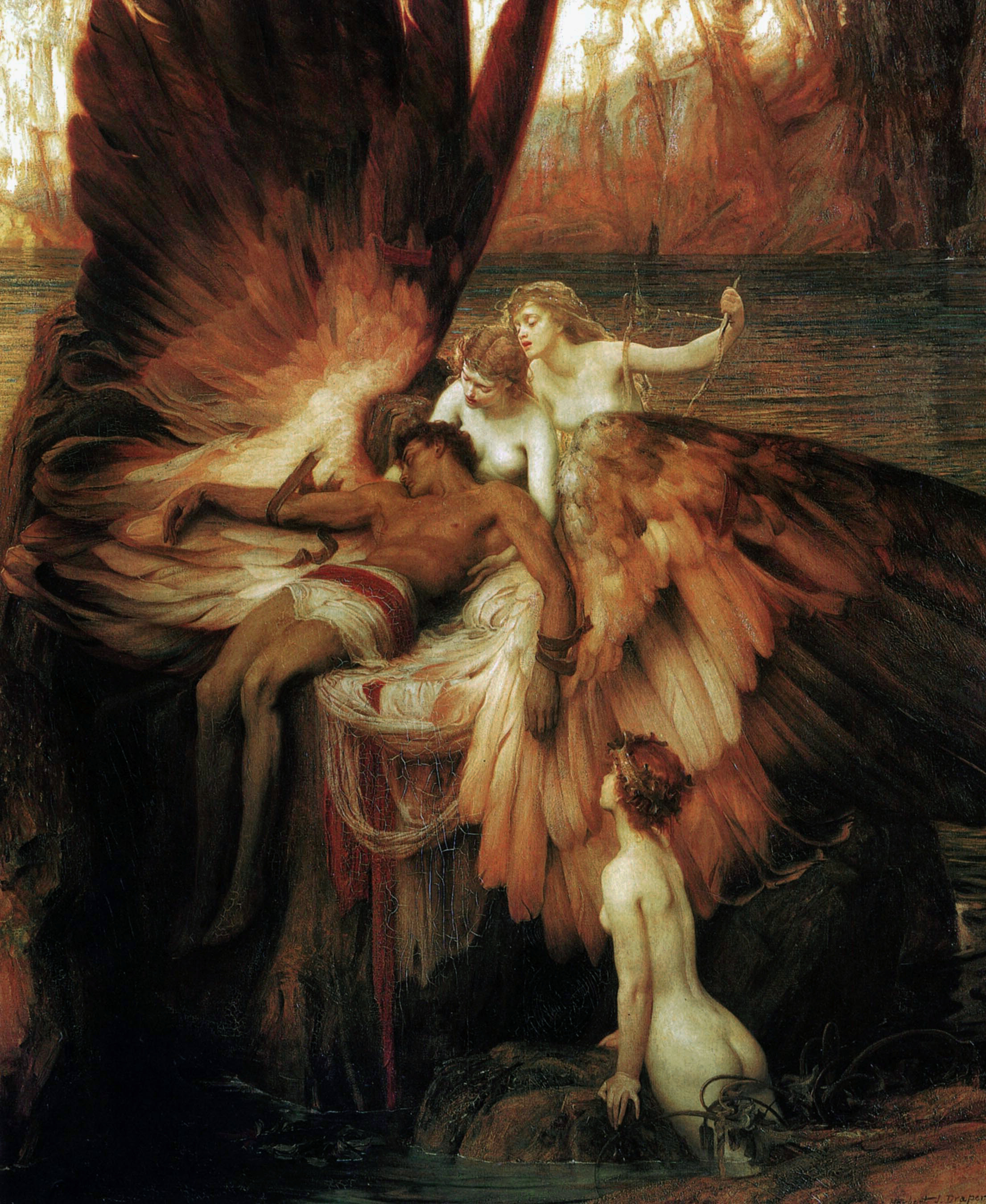
El lamento por Ícaro, 1898.
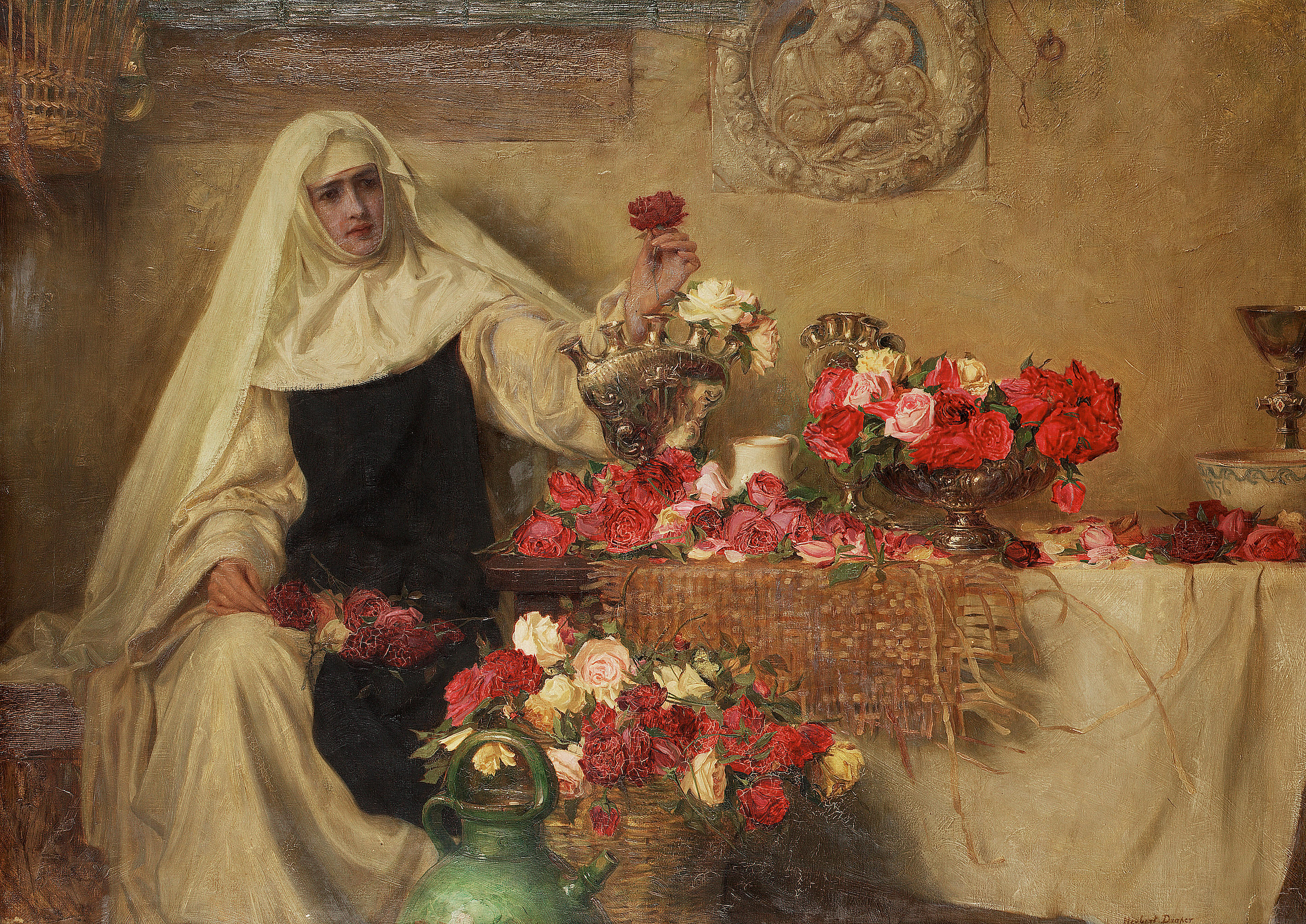
Para el día de santa Dorotea, 1899.
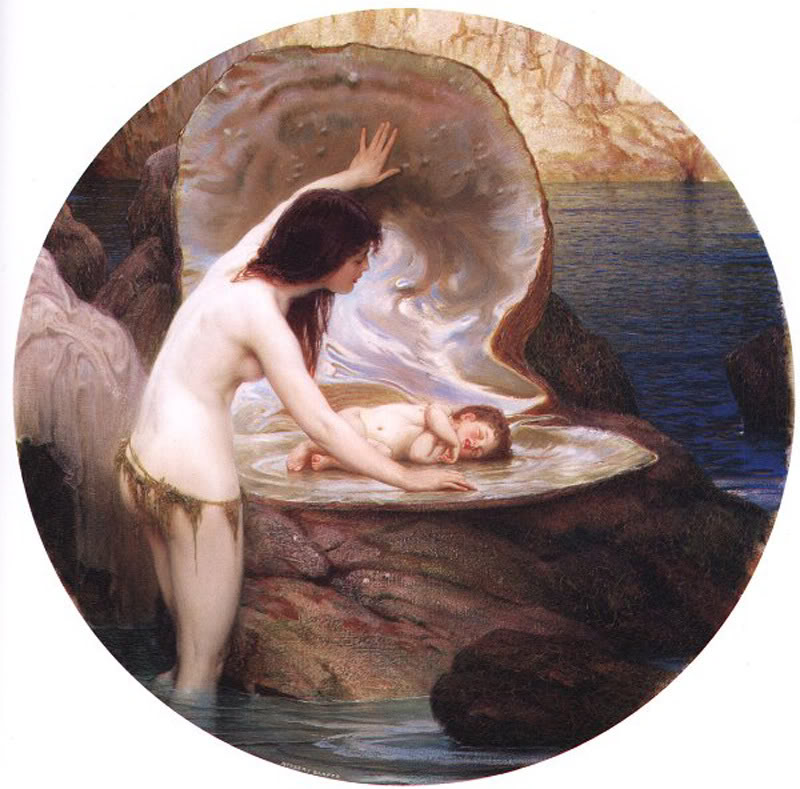
Un bebé del agua.
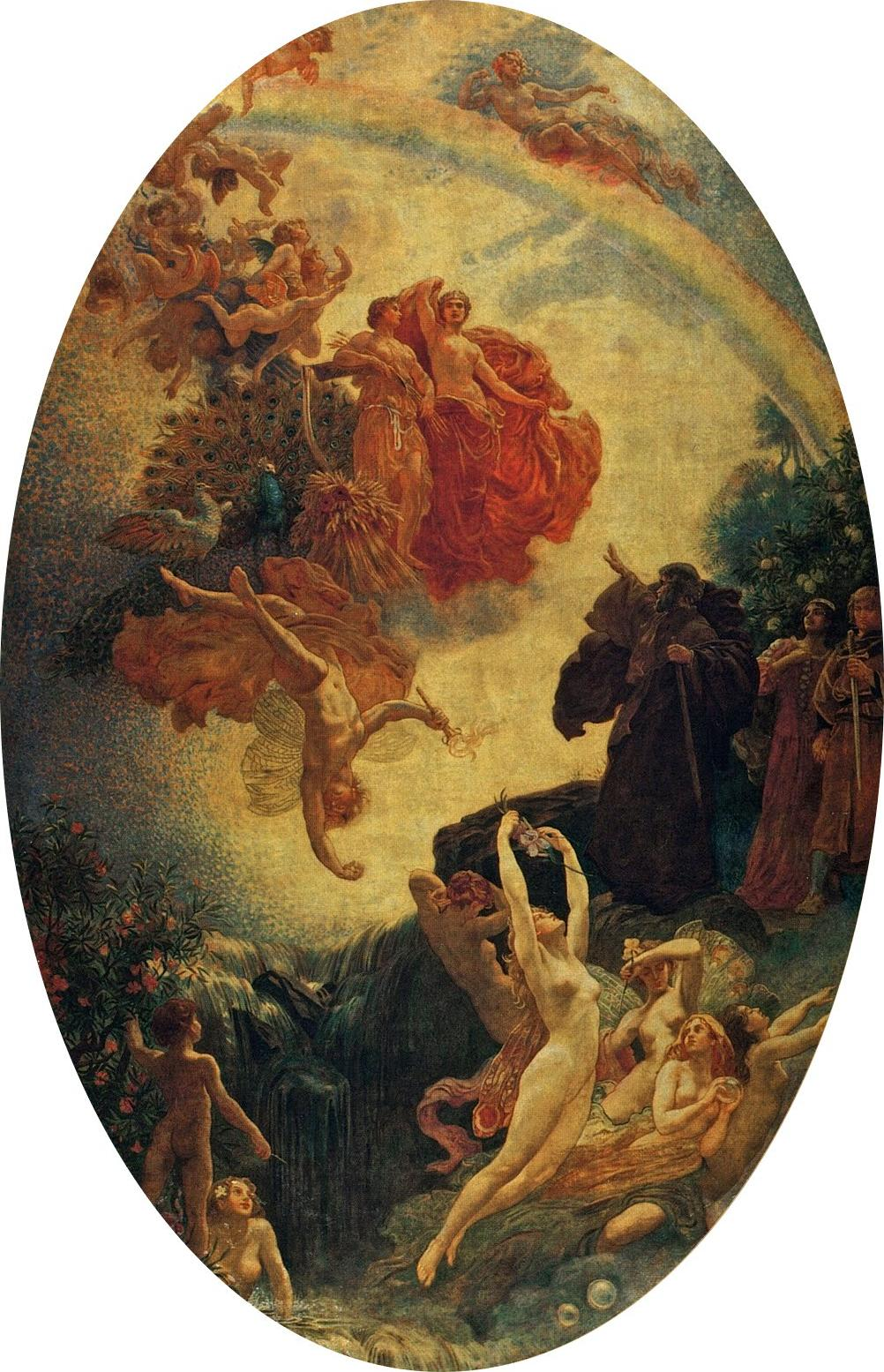
Próspero.
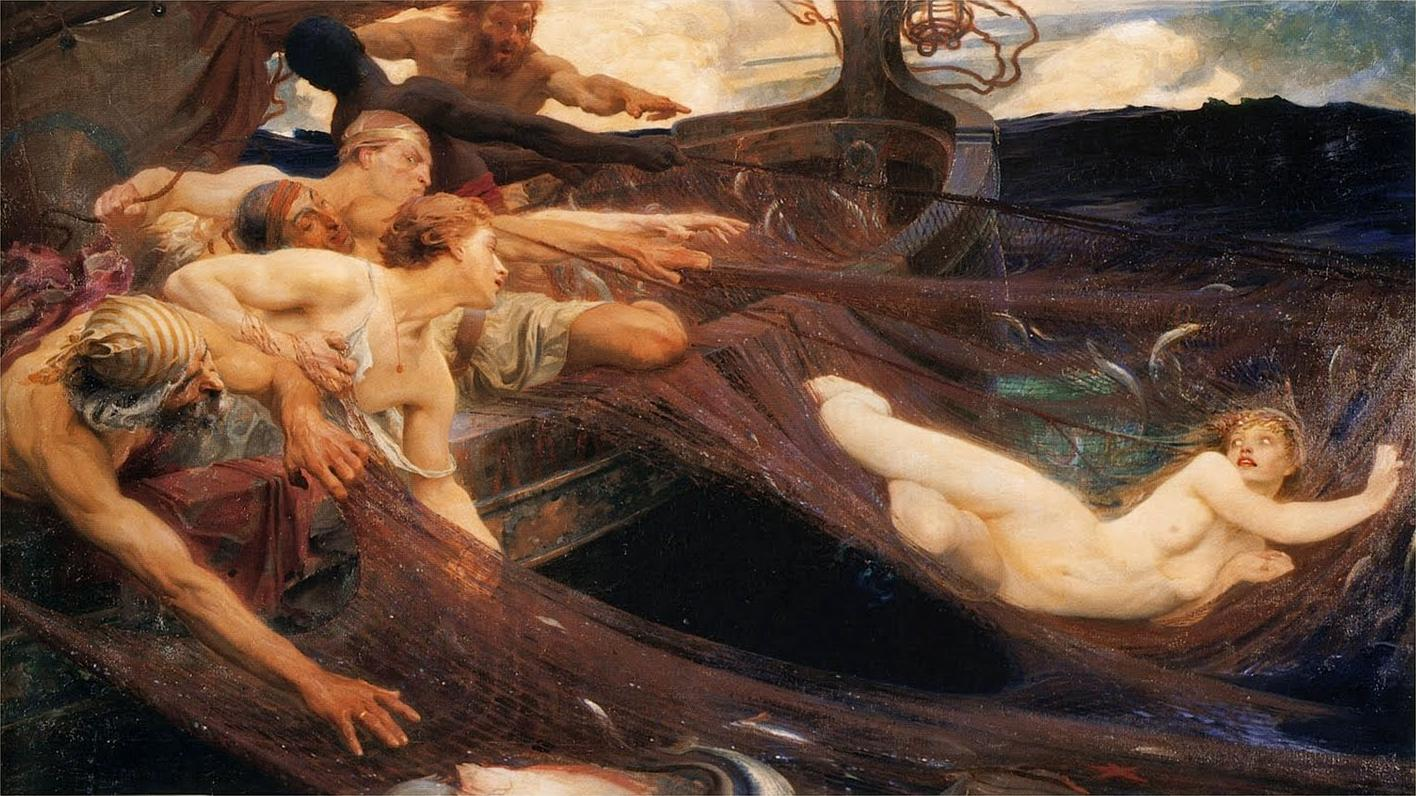
La doncella del mar.
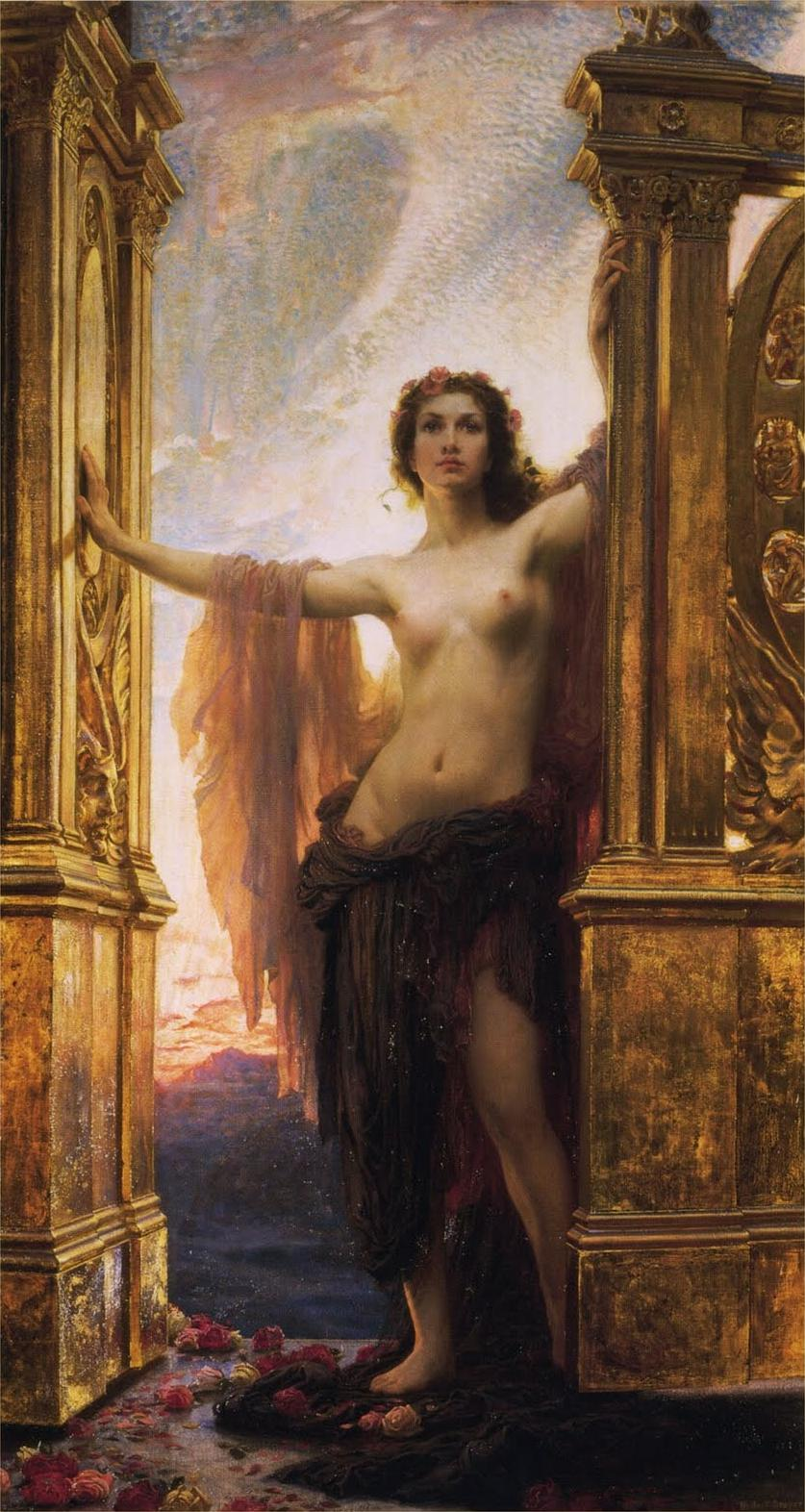
Puertas del amanecer.
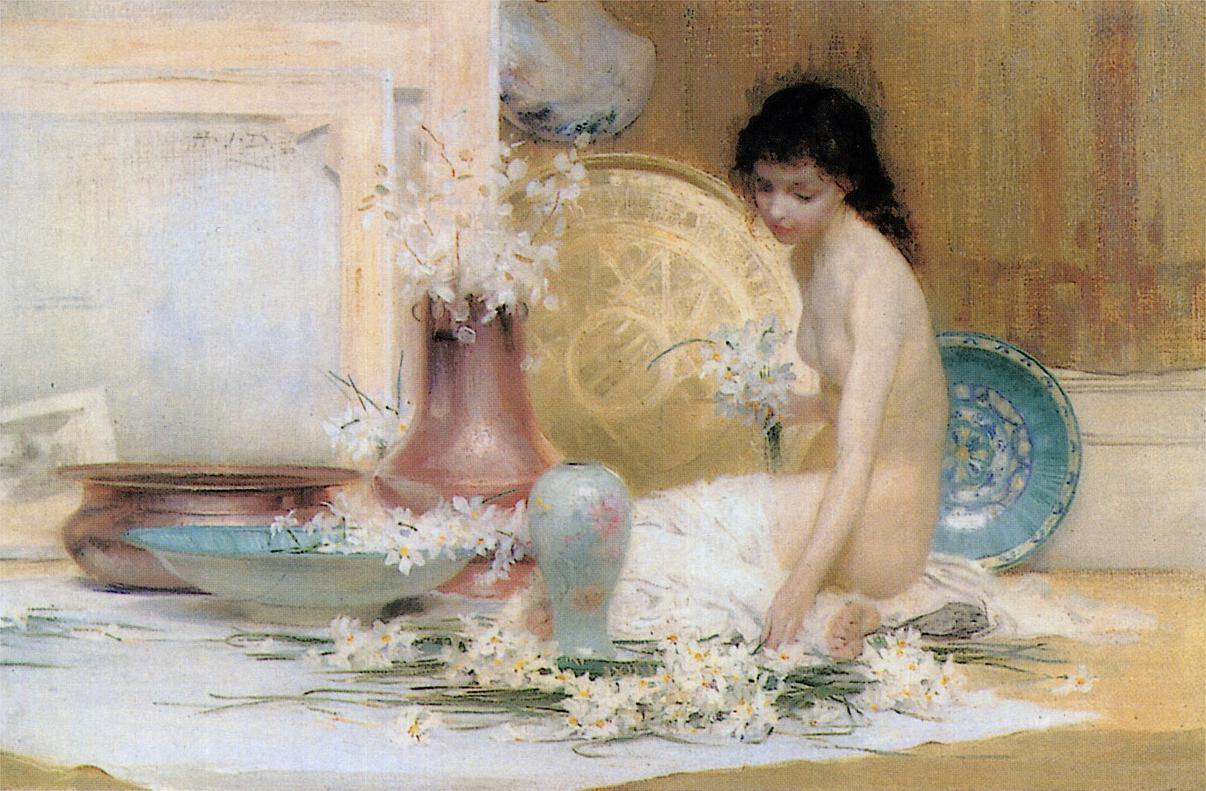
En el estudio.
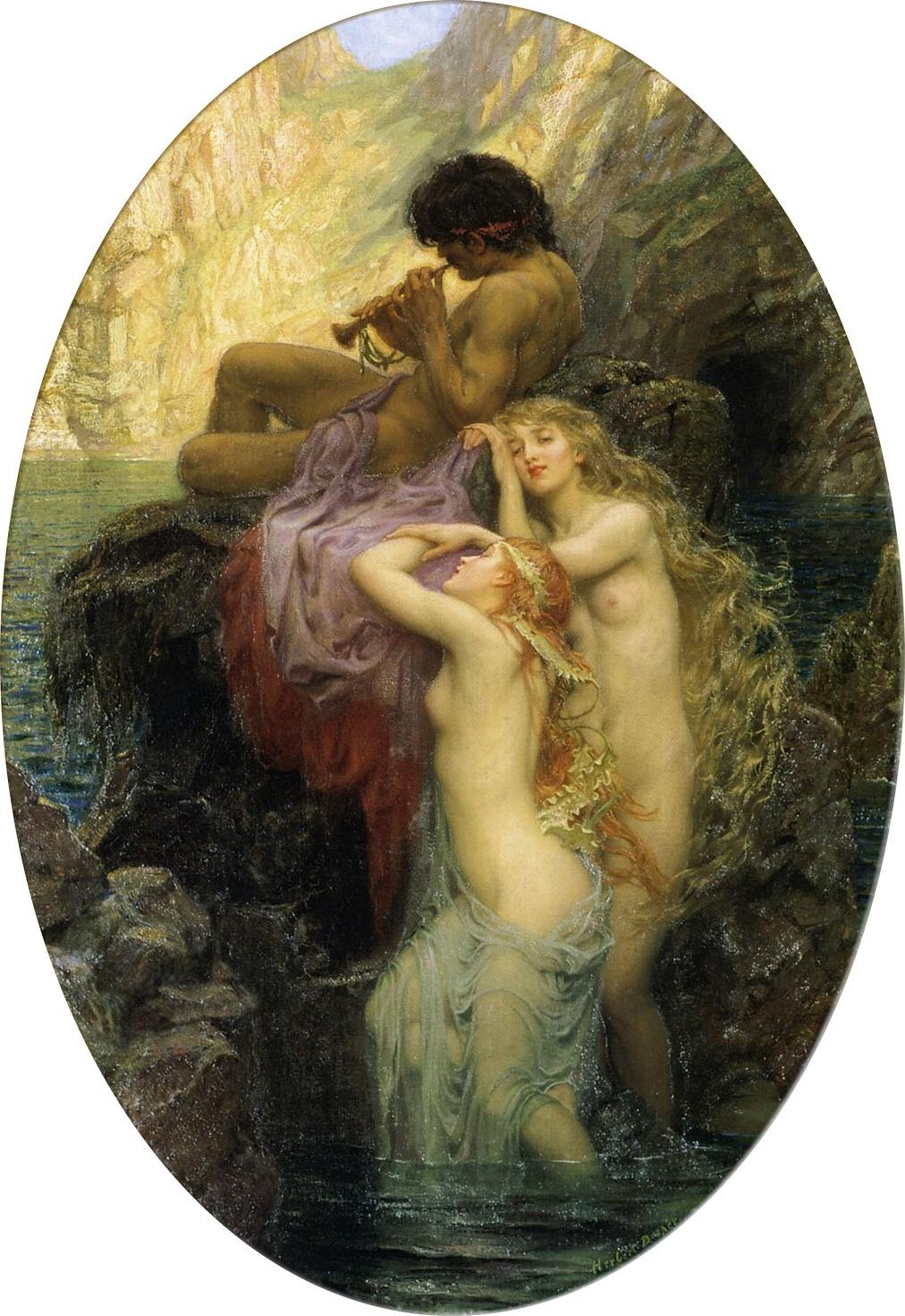
Melodías del mar
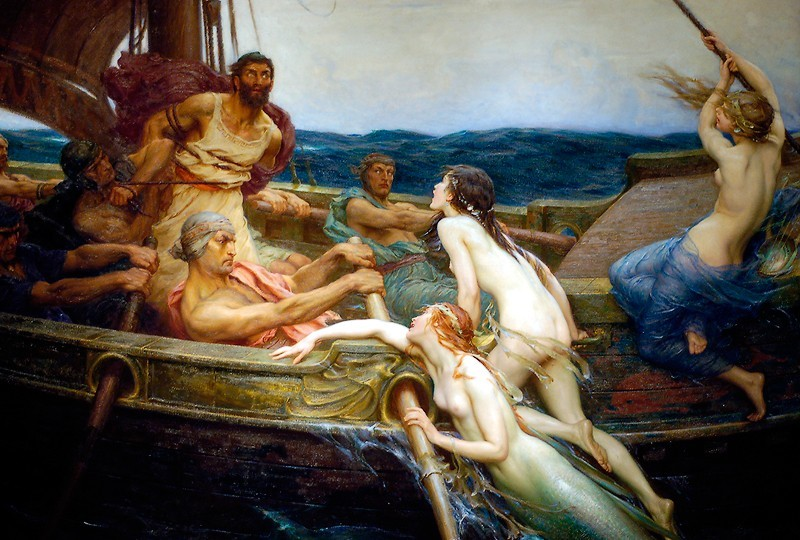
Ulises y las sirenas.